# Myxine
Myxine – rodzaj bezżuchwowców z podrodziny Myxininae w obrębie rodziny śluzicowatych (Myxinidae).

## Etymologia
- Myxine: gr. μυξινος muxinos „śluzica”, od μυξα muxa „śluz, maź”[7].
- Gastrobranchus: gr. γαστηρ gastēr, γαστρος gastros „brzuch”[8]; βραγχια brankhia „skrzela”[9]. Gatunek typowy: Gastrobranchus coecus Bloch, 1795 (= Myxine glutinosa Linnaeus, 1758).
- Muraenoblenna: gr. μυραινα muraina „murena”[10]; βλεννος blennos „rodzaj ryby ze śluzem na łuskach”[11]. Gatunek typowy: Muraenoblenna olivacea Lacépède, 1803 (= Myxine affinis Günther, 1870).
- Anopsus: etymologia niejasna, Rafinesque nie podał znaczenia nazwy rodzajowej[5]. Nazwa zastępcza dla Muraenoblenna Lacépède, 1803.
- Myzinus: jak Myxine[6]. Niepotrzebna nazwa zastępcza dla Myxine Linnaeus, 1758.

## Klasyfikacja
Gatunki zaliczane do tego rodzaju:

- Myxine affinis Günther, 1870
- Myxine australis Jenyns, 1842
- Myxine capensis Regan, 1913
- Myxine circifrons Garman, 1899
- Myxine debueni Wisner & McMillan, 1995
- Myxine fernholmi Wisner & McMillan, 1995
- Myxine formosana Mok & Kuo, 2001
- Myxine garmani Jordan & Snyder, 1901
- Myxine glutinosa Linnaeus, 1758 – śluzica pospolita[13]
- Myxine greggi Mincarone, Plachetzki, McCord, Winegard, Fernholm, Gonzalez & Fudge, 2021
- Myxine hubbsi Wisner & McMillan, 1995
- Myxine hubbsoides Wisner & McMillan, 1995
- Myxine ios Fernholm, 1981
- Myxine jespersenae Møller, Feld, Poulsen, Thomsen & Thormar, 2005
- Myxine knappi Wisner & McMillan, 1995
- Myxine kuoi Mok, 2002
- Myxine limosa Girard, 1859
- Myxine martinii Mincarone, Plachetzki, McCord, Winegard, Fernholm, Gonzalez & Fudge, 2021
- Myxine mccoskeri Wisner & McMillan, 1995
- Myxine mcmillanae Hensley, 1991
- Myxine paucidens Regan, 1913
- Myxine pequenoi Wisner & McMillan, 1995
- Myxine phantasma Mincarone, Plachetzki, McCord, Winegard, Fernholm, Gonzalez & Fudge, 2021
- Myxine robinsorum Wisner & McMillan, 1995
- Myxine sotoi Mincarone, 2001